# Red Moon (minialbum KARD)
Red Moon – czwarty minialbum południowokoreańskiej grupy KARD, wydany 12 lutego 2020 roku przez wytwórnię DSP Media. Płytę promował singel o tym samym tytule. Sprzedał się w nakładzie 6520 egzemplarzy w Korei Południowej (stan na luty 2020 r.).

## Lista utworów
| CD | CD           | CD                         | CD                                            | CD            | CD      |
| Nr | Tytuł utworu | Tekst                      | Kompozycja                                    | Aranżacja     | Długość |
| -- | ------------ | -------------------------- | --------------------------------------------- | ------------- | ------- |
| 1. | „Go Baby”    | BM, J.seph, Versachoi      | BM, Versachoi                                 | BM, Versachoi | 3:14    |
| 2. | „Red Moon”   | Kang Eun-jeong, BM         | Olof Lindskog, Gavin Jones, Hayley Aitken, 72 | Ollipop       | 2:52    |
| 3. | „Enemy”      | Kang Eun-jeong, BM, J.seph | Olof Lindskog, Hayley Aitken, 72              | Ollipop       | 2:55    |
| 4. | „Inferno”    | BM, J.seph                 | BM, Versachoi                                 | BM            | 2:12    |
| 5. | „Dumb Litty” | BM, J.seph, Versachoi      | BMVersachoi                                   | Versachoi     | 3:13    |

## Notowania
| Lista                   | Pozycja |
| ----------------------- | ------- |
| Gaon Weekly Album Chart | 10      |
| Five Music (Tajwan)     | 11      |